# Don't Let Them
Don't Let Them è un brano musicale della cantante statunitense Ashanti, estratto come terzo singolo dall'album Concrete Rose del 2003. Il singolo ha raggiunto la trentottesima posizione della Official Singles Chart.

## Tracce
CD Single
1. Don't Let Them
2. Only U
3. Foolish

## Classifiche
| Classifica (2005)      | Posizione più alta |
| ---------------------- | ------------------ |
| Official Singles Chart | 38                 |